# Acacia triptycha
Acacia triptycha — вид квіткових рослин з родини бобових. Ареал: Австралія (Західна Австралія).

## Середовище
Вид зазвичай розташований серед гранітних виходів, на пагорбах і височинах — на гравійно-глинистих, піщаних або піщаних ґрунтах з латеритом, кварцитом або гранітом.

## Біоморфологічна характеристика
Цей кущ або дерево зазвичай виростає до висоти від 0,6 до 4 метрів і має голі гілочки з волосистими золотистими молодими пагонами. Філодії голі та вічнозелені, мають лінійну ниткоподібну форму та є прямими або зазвичай злегка вигнутими, у довжину від 3 до 13 см і вшир від 1 до 2 мм, і мають загалом вісім жилок. Цвіте з червня по січень жовтими квітками.